# José Plínio de Godoy
Plínio, właśc. José Plínio de Godoy (ur. 3 lutego 1946 w São Paulo) – piłkarz brazylijski, występujący podczas kariery na pozycji napastnika.

## Kariera klubowa
Karierę piłkarską Plínio rozpoczął w Corinthians Paulista w 1967 roku. W 1969 roku występował w kolumbijskim klubie Millonarios FC. W latach 1970–1971 ponownie występował w Corinthians. W latach 1973–1974 występował w Fortaleza EC. 26 sierpnia 1973 w zremisowanym 0-0 meczu z Sportem Recife Plínio zadebiutował w lidze brazylijskiej. Ostatni raz w lidze Plínio wystąpił 20 stycznia 1974 w przegranym 1-2 meczu z Vitórią Salvador. Bilans jego w lidze to 19 występów. Z Fortalezą dwukrotnie zdobył mistrzostwo stanu Ceará – Campeonato Cearense w 1973 i 1974 roku.

## Kariera reprezentacyjna
W 1968 roku Plínio uczestniczył w Igrzyskach Olimpijskich w Meksyku. Na turnieju Plínio wystąpił we wszystkich trzech meczach grupowych reprezentacji Brazylii z Hiszpanią, Japonią i Nigerią.